# Курячовка (Старобельский район)
Курячо́вка (укр. Курячівка) — село, относится к Старобельскому району Луганской области Украины.
Население по переписи 2001 года составляло 850 человек. Почтовый индекс — 92724. Телефонный код — 6461. Занимает площадь 2,237 км². Код КОАТУУ — 4425181

## История
Село Курячевка, при речке Белая, основано во вторую волну заселения Дикого поля, когда на территории уже был Острожский полк Слободской Украины. В XIX веке периодически косило много людей: от холеры, оспы.
В 1879 году была освящёна церковь во имя святого Георгия.
Село входило в состав старобе́льской во́лости Старобельского уезда Харьковской губернии с центром в уездном городе Старобельск. И было одним из крупнейших поселений волости состоянию на 1885 год это 523 человек (112 дворовых хозяйств), а в 1914 год — 1568 жителей.
В ходе гражданской войны (1918-1921) село находилось в зоне боевых действий.
До апреля 1918 — в составе ДКР. С конца апреля 1918 года в составе УНР, затем Харьковской губернии Украинской державы, затем в РСФСР, затем в составе Харьковской области ВСЮР, с января 1920 — в УССР.
С 1942 по 1943 гг. село было оккупирован немецкими войсками. Несколько жителей было расстрелено (есть памятник у школы). В годы второй мировой войны погибло более 200 жителей на фронтах.

## Культовые сооружения
Церковь была разрушена в 1930-х годах. Со слов потомков последнего священника Михаила Федоровича Пантелеймонова.
Ныне есть приход в помещении около школы.

## Местный совет
92724, Луганская обл., Старобельский р-н, с. Курячовка, ул. Чапаева, 1а.